# Mesa redonda (programa)
Mesa redonda es un programa radio televisivo producido por la Televisión Cubana.

## Programación
Se transmite de lunes a viernes de 7 a 8 p. m.. Su director general es Randy Alonso Falcón y la coordinadora general es Arleen Rodríguez Derivet, quienes también se alternan en la función de moderadores de la mesa.
Se transmite por los canales Cubavisión y Cubavisión Internacional, así como a través de la frecuencia internacional de Radio Habana Cuba. Sábados y domingos se emite por el Canal Educativo 2.

## Historia
La Mesa Redonda es un programa de radio televisión cubana, de perfil político, creado en diciembre de 1999, al calor de la Batalla de Ideas, por iniciativa del Comandante en Jefe Fidel Castro Ruz. El propósito era informar, explicar y argumentar acontecimientos nacionales e internacionales que tengan un significativo impacto en la sociedad contemporánea, empleando para ello el talento académico y periodístico formado en el país y también el de los numerosos líderes políticos e intelectuales de otras partes del mundo.
El mismo equipo de realización de la mesa redonda produce otro programa llamado Mesa Redonda Internacional para la cadena multiestatal teleSUR.